# KDE Extragear
KDE Extragear és un conjunt d'aplicacions dissenyades per a l'entorn d'escriptori KDE, però que per diverses raons no depenen del projecte KDE.
Algunes d'aquestes raons poden ser;
- Possibilitat de duplicar funcionalitats (Ja que els entorns d'escriptori acostumen a desenvolupar una aplicació per a cada funció)
- Possibilitat de realitzar programes molt específics.
- Possibilitat de no seguir el mateix calendari de publicacions que KDE

## Ciència
- Fraqtive
- Kst, un programa de representació gràfica i visor de dades.

## Complements
- Kopete Skype, suport per al protocol de Skype per a Kopete.

## Gràfics
- DigikamImagePlugins
- DigiKam, gestor de fotografies digitals
- KColorEdit.
- KGraphViewer
- KPhotoAlbum, Album de Photos per a KDE.
- KIPI, una API que permet la creació de plugins de processament d'imatge d'aplicacions independents.
- Kuickshow, un visor d'imatges.
- KPovModeler, un programa de modelatge i composició per a la creació d'escenes POV-Ray.
- showimg

## Multimèdia
- Amarok, reproductor multimèdia
- k3b, grabador de CD i DVD
- Kaffeine, reproductor multimèdia
- kdetv, programa per veure canals de televisió analògica
- KMPlayer, un reproductor de vídeo.
- KPlayer, un reproductor multimèdia.

## Oficina
- Skrooge
- dataKiosk
- Kile, un editor LaTeX.

## Seguretat
- PwManager

## Sistema
- KDE Partition Manager, una aplicació per a particionar els discs.

## Utilitats
- Filelight, gestor d'espai al disc
- Guidance
- KCfgCreator
- KConfigEditor
- Kiosktool
- Krecipes
- Krusader
- YaKuake, un emulador de consola a l'estil del joc Quake.
- kdiff3
- keurocalc

## Xarxa
- KDEBluetooth
- KFTPGrabber, un client FTP.
- KMLDonkey, clon del popular eDonkey, programa d'intercanvi P2P
- KMyFirewall
- KNetLoad
- KNetStats
- KTorrent, clon del client de descàrregues BitTorrent
- Konversation, programa per gestionar xats IRC
- knemo